# The Phantom of the Opera (brano musicale)
The Phantom of the Opera, composto da Andrew Lloyd Webber con testi di Richard Stilgoe e Charles Hart, è uno dei brani principali dell'omonimo musical del 1986.
L'aria vera e propria viene eseguita poco prima della metà del primo atto, quando Christine viene portata dal Fantasma nel suo covo, in forma di duetto soprano - tenore. La melodia tuttavia appare frequentemente all'interno della partitura (l'Ouverture, Why Have You Brought Me Here, Track Down This Murderer ecc.), mentre il tema del Fantasma (una rapida scala cromatica ascendente e discendente, eseguita generalmente con un organo) che introduce il brano, ricorre continuamente, scandendo le apparizioni del personaggio e gli eventi di più alta drammaticità.
Il brano stride volutamente con il resto della partitura (orientata su arie melodiche di matrice Pucciniana), inserendovi un'improvvisa impennata verso toni più dark e aggressivi, con chiari riferimenti al Rock e al Metal (con tanto di batteria e chitarra elettrica), enfatizzando così la netta separazione tra il Fantasma e il mondo degli altri personaggi.
Il brano risulta particolarmente difficile sotto il profilo vocale per entrambi gli interpreti soprattutto a causa della straordinaria ampiezza vocale richiesta. La voce femminile in particolare, si estende per quasi tre ottave, da un sol grave che ricorre più volte sino ai vocalizzi finali culminanti con un mi sovracuto (18 toni più in alto!). La parte maschile inizia con note tenorili, raggiungendo due volte un sol acuto, per poi scendere di un'ottava nella terza strofa, salendo nuovamente sino al sol superiore e scendendo nuovamente, sino ad un si grave, 12 toni più in basso della nota più acuta). 
Tale difficoltà esecutiva ha dato origine a diverse varianti, utilizzate frequentemente nelle esecuzioni concertistiche e, non di rado, anche nelle versioni "ufficiali" eseguite in scena. Quando il ruolo viene affidato ad un baritono (come frequentemente accade a teatro), le strofe acute della parte maschile possono essere abbassate alla stessa ottava dei versi successivi, in rare occasioni l'intera parte viene abbassata di un'ottava. La parte femminile generalmente viene eseguita nella sua forma originale, ma in scena i vocalizzi finali sono quasi sempre preregistrati (dalla stessa cantante) ed seguiti in playback.
Nella versione originale il brano è eseguito da Sarah Brightman e Michael Crawford. Contemporaneamente ne è stata incisa una seconda versione, con testo e orchestrazione diversi, interpretata da Sarah Brightman con Steve Harley.
Si tratta indubbiamente di uno dei brani più fortunati di Lloyd Webber, conosciuto ed eseguito anche al di fuori dell'ambiente del musical. Per la particolare commistione tra elementi di generi diversi, viene infatti eseguito frequentemente tanto dai cantanti lirici quanto da quelli leggeri (diventando una tra le più amate cover tra i gruppi metal), oltre a numerose variazioni sinfoniche, jazz o di altro genere.
Tra le incisioni ufficiali (nell'ambito del musical): Colm Wilkinson - Rebecca Caine (1989 Canadian Cast), Graham Bickley - Claire Moore (1994), Ethan Freeman - Claire Moore (1995); Emmy Rossum - Gerard Butler (2004 Movie Cast) (quest'ultima tagliata nella seconda parte). 
Michael Crawford e Sarah Brightman hanno entrambi eseguito diverse incisioni in studio e dal vivo.
Da segnalare inoltre le note cover metal dei Nightwish e dei Dreams of Sanity con Tilo Wolff, la versione punk rock dei Me First and the Gimme Gimmes inclusa nell'album Are a Drag, e una versione per violino eseguita da Vanessa Mae.